# Farmàcia Sargatal
La Farmàcia Sargatal és una obra de Ripoll protegida com a Bé Cultural d'Interès Local.

## Descripció
El conjunt està format per tres obertures a la planta baixa per la façana de la plaça, i altres dues que donen al carrer dels Mercaders. Els brancals, les llindes, i els baixos de les obertures estan formats per carreus. Destaca el paviment i la decoració interior, especialment la part de l'antiga farmàcia.